# Mecistocephalus angustior
Mecistocephalus angustior är en mångfotingart som beskrevs av Chamberlin 1920. Mecistocephalus angustior ingår i släktet Mecistocephalus och familjen storhuvudjordkrypare. Inga underarter finns listade i Catalogue of Life.